# Liste der Bodendenkmale in Heeslingen
In der Liste der Bodendenkmale in Heeslingen sind alle Bodendenkmale der niedersächsischen Gemeinde Heeslingen aufgelistet. Die Quelle ist der Denkmalatlas Niedersachsen. 
Der Stand der Liste ist der 5. Dezember 2024.
Allgemein

Heeslingen im Landkreis Rotenburg (Wümme)

In den Spalten finden sich folgende Informationen des Bodendenkmales:
Lagegeographische Koordinaten
BezeichnungBezeichnung lt. Denkmalatlas
BeschreibungBeschreibung lt. Denkmalatlas
IDObjekt-ID
BildBild, ggf. zusätzlich mit Link zu weiteren Fotos im Medienarchiv Wikimedia Commons.

## Boitzen

### Boitzen 48
- ID:28982863
- Laut H. Müller-Brauel ursprünglich etwa 40 größere und kleinere Grabhügel zu beiden Seiten der Straße. Ein großer Teil von ihnen wurde in den 20er und 30er Jahren des 20. Jh. bei der Umwandlung in Ackerland zerstört. 1936 konnten im nördlichen Teil noch 13 Grabhügel verzeichnet werden. 1979 wurden nur die auch heute noch erhaltenen Grabhügel festgestellt: im Norden ein großer Hügel und im Süden fünf kleinere mit 9,7 – 14,5 m Durchmesser und 0,4 – 0,8 m Höhe. Mehrere Hügel wurden von H. Müller-Brauel untersucht. Sie ergaben überwiegend neolithische Funde.

| Lage                        | Bezeichnung | Beschreibung                                                            | ID       | Bild |
| --------------------------- | ----------- | ----------------------------------------------------------------------- | -------- | ---- |
| 53° 20′ 46″ N, 9° 22′ 40″ O | Boitzen 49  | Durchmesser ca. 15 m und Höhe ca. 0,8 m. Funde und Alter nicht bekannt. | 28982865 | BW   |
| 53° 20′ 48″ N, 9° 22′ 37″ O | Boitzen 50  | Durchmesser ca. 15 m und Höhe ca. 0,5 m. Funde und Alter nicht bekannt. | 28982728 | BW   |
| 53° 20′ 49″ N, 9° 22′ 38″ O | Boitzen 51  | Durchmesser ca. 15 m und Höhe ca. 0,5 m. Funde und Alter nicht bekannt. | 28982729 | BW   |
| 53° 20′ 50″ N, 9° 22′ 41″ O | Boitzen 52  | Durchmesser ca. 22 m und Höhe ca. 1,6 m. Funde und Alter nicht bekannt. | 28982739 | BW   |
| 53° 20′ 49″ N, 9° 22′ 36″ O | Boitzen 53  | Durchmesser ca. 10 m und Höhe ca. 0,4 m. Funde und Alter nicht bekannt. | 28982360 | BW   |
| 53° 20′ 57″ N, 9° 22′ 38″ O | Boitzen 58  | Durchmesser ca. 22 m und Höhe ca. 1,6 m. Funde und Alter nicht bekannt. | 28982361 | BW   |

## Freyersen
| Lage                        | Bezeichnung             | Beschreibung | ID       | Bild |
| --------------------------- | ----------------------- | --- | -------- | ---- |
| 53° 17′ 39″ N, 9° 23′ 4″ O  | Freyersen 1, Grabhügel  | Durchmesser ca. 16 m und Höhe ca. 1,3 – 1,4 m. Rundlich. Hoch gewölbt, Rand abgesetzt. In der Mitte alte, flache Einsenkung, im Südwesten jüngere Eingrabung.                                            | 28982366 | BW   |
| 53° 17′ 25″ N, 9° 22′ 33″ O | Freyersen 5, Grabhügel  | Ursprünglich rundlich. Nordseite abgetragen, östlicher und westlicher Rand zerwühlt und leicht abgegraben. 11 m (Ost-West) × 5 m (Nord-Süd), H. bis 0,4 m. An der Nord-Seite zwei Findlinge freiliegend. | 28981885 | BW   |
| 53° 17′ 40″ N, 9° 23′ 8″ O  | Freyersen 13, Grabhügel | Durchmesser ca. 12 m und Höhe ca. 0,5 m. Funde und Alter nicht bekannt. | 28982608 | BW   |
| 53° 17′ 48″ N, 9° 24′ 27″ O | Freyersen 14, Grabhügel | Durchmesser ca. 20 m und Höhe ca. 1,7 m. Ebenmäßig geformt und mit abgesetztem Rand. Im Zentrum, am Nordost- und Südost-Rand alte Eingrabungen.                                                          | 28982631 | BW   |
| 53° 17′ 31″ N, 9° 24′ 57″ O | Freyersen 15, Grabhügel | Durchmesser ca. 16 m und Höhe ca. 0,6 m. Weit und flach mit sanft auslaufendem Rand. | 28982632 | BW   |

## Heeslingen
| Lage                        | Bezeichnung               | Beschreibung | ID       | Bild |
| --------------------------- | ------------------------- | --- | -------- | ---- |
| 53° 19′ 27″ N, 9° 22′ 6″ O  | Heeslingen 24, Grabhhügel | Durchmesser ca. 21 m und Höhe ca. 1,7 m. Funde und Alter nicht bekannt. | 28982504 | BW   |
| 53° 19′ 9″ N, 9° 21′ 53″ O  | Heeslingen 28, Grabhhügel | Durchmesser ca. 21 m und Höhe ca. 1,7 m. Funde und Alter nicht bekannt. | 28982502 | BW   |
| 53° 18′ 56″ N, 9° 22′ 4″ O  | Heeslingen 33, Grabhhügel | Durchmesser ca. 13 m und Höhe ca. 1,6 m. Funde und Alter nicht bekannt. | 28982617 | BW   |
| 53° 18′ 57″ N, 9° 22′ 5″ O  | Heeslingen 34, Grabhhügel | Durchmesser ca. 7 m und Höhe ca. 0,5 m. Funde und Alter nicht bekannt. | 28982622 | BW   |
| 53° 18′ 14″ N, 9° 20′ 54″ O | Heeslingen 81, Grabhhügel | Durchmesser ca. 21 m und Höhe ca. 1 m. Funde und Alter nicht bekannt. | 28982363 | BW   |
| 53° 18′ 41″ N, 9° 20′ 44″ O | Heeslingen 89, Grabhhügel | Durchmesser ca. 11 m und Höhe ca. 0,5 m. Funde und Alter nicht bekannt. | 28982373 | BW   |
| 53° 18′ 42″ N, 9° 20′ 45″ O | Heeslingen 90, Grabhhügel | Durchmesser ca. 17 m und Höhe ca. 1,7 m. Funde und Alter nicht bekannt. | 28982374 | BW   |
| 53° 18′ 57″ N, 9° 20′ 35″ O | Heeslingen 156, Hohlweg   | Der Hohlweg verläuft über eine Länge von knapp 90 m in O–W, nach Norden gehen Abzweigungen von ab. Diese sind wesentlich kürzer erhalten. Der Hohlweg weist eine lichte Breite bis zu 12 m und eine Tiefe bis zu 4 m auf. Eine ehemalige Verbindung mit der Oste ist nicht auszuschließen. | 28982744 | BW   |

### Heeslingen 15
- ID:28981879
- Gruppe von fünf Grabhügeln in dichter Lage; Dm. 7 – 23,7 m und H. 0,2 – 2,5 m.

| Lage                        | Bezeichnung    | Beschreibung | ID       | Bild |
| --------------------------- | -------------- | --- | -------- | ---- |
| 53° 19′ 37″ N, 9° 21′ 38″ O | Heeslingen 15  | Durchmesser ca. 24 m und Höhe ca. 2,5 m. Funde und Alter nicht bekannt.                                                                                      | 28982233 | BW   |
| 53° 19′ 37″ N, 9° 21′ 36″ O | Heeslingen 16  | Durchmesser ca. 7 m und Höhe ca. 0,4 m. Funde und Alter nicht bekannt.                                                                                       | 28982252 | BW   |
| 53° 19′ 38″ N, 9° 21′ 36″ O | Heeslingen 17  | Durchmesser ca. 15 m und Höhe ca. 0,7 m. Funde und Alter nicht bekannt.                                                                                      | 28982253 | BW   |
| 53° 19′ 37″ N, 9° 21′ 35″ O | Heeslingen 18  | Durchmesser ca. 9 m und Höhe ca. 0,3 m. Bei Begehung 1979 einige Keramikscherben und ein Feuersteinabschlag gefunden. Weitere Funde und Alter nicht bekannt. | 28982499 | BW   |
| 53° 19′ 38″ N, 9° 21′ 36″ O | Heeslingen 158 | Durchmesser ca. 18 m und Höhe ca. 1,2 m. Funde und Alter nicht bekannt.                                                                                      | 28982487 | BW   |

### Heeslingen 49
- ID:28982232
- Gruppe von ehemals mindestens 16 Grabhügeln mit Dm. 5,4 – 20 m und H. 0,2 – 1,2  m, von denen am nördlichen Weg einer zerstört und vier nur noch in Resten erhalten sind.

| Lage                        | Bezeichnung    | Beschreibung                                                              | ID       | Bild |
| --------------------------- | -------------- | ------------------------------------------------------------------------- | -------- | ---- |
| 53° 18′ 44″ N, 9° 21′ 28″ O | Heeslingen 49  | Durchmesser ca. 11 m und Höhe ca. 0,5 m. Funde und Alter nicht bekannt.   | 28982484 | BW   |
| 53° 18′ 44″ N, 9° 21′ 25″ O | Heeslingen 51  | Durchmesser ca. 9 m und Höhe ca. 0,7 m. Funde und Alter nicht bekannt.    | 28982485 | BW   |
| 53° 18′ 44″ N, 9° 21′ 25″ O | Heeslingen 52  | Durchmesser ca. 8,5 m und Höhe ca. 0,7 m. Funde und Alter nicht bekannt.  | 28982486 | BW   |
| 53° 18′ 43″ N, 9° 21′ 19″ O | Heeslingen 53  | Durchmesser ca. 6 m und Höhe ca. 0,6 m. Funde und Alter nicht bekannt.    | 28982245 | BW   |
| 53° 18′ 42″ N, 9° 21′ 19″ O | Heeslingen 54  | Durchmesser ca. 9 m und Höhe ca. 0,6 m. Funde und Alter nicht bekannt.    | 28982246 | BW   |
| 53° 18′ 41″ N, 9° 21′ 18″ O | Heeslingen 55  | Durchmesser ca. 7,5 m und Höhe ca. 0,5 m. Funde und Alter nicht bekannt.  | 28982247 | BW   |
| 53° 18′ 41″ N, 9° 21′ 18″ O | Heeslingen 56  | Durchmesser ca. 7,2 m und Höhe ca. 0,35 m. Funde und Alter nicht bekannt. | 28982240 | BW   |
| 53° 18′ 42″ N, 9° 21′ 17″ O | Heeslingen 57  | Durchmesser ca. 7,2 m und Höhe ca. 0,3 m. Funde und Alter nicht bekannt.  | 28982241 | BW   |
| 53° 18′ 40″ N, 9° 21′ 20″ O | Heeslingen 58  | Durchmesser ca. 20 m und Höhe ca. 1,2 m. Funde und Alter nicht bekannt.   | 28982248 | BW   |
| 53° 18′ 40″ N, 9° 21′ 26″ O | Heeslingen 59  | Durchmesser ca. 10,6 m und Höhe ca. 0,7 m. Funde und Alter nicht bekannt. | 28981868 | BW   |
| 53° 18′ 39″ N, 9° 21′ 20″ O | Heeslingen 190 | Durchmesser ca. 10,8 m und Höhe ca. 0,4 m. Funde und Alter nicht bekannt. | 28982491 | BW   |
| 53° 18′ 40″ N, 9° 21′ 21″ O | Heeslingen 191 | Durchmesser ca. 10,8 m und Höhe ca. 0,6 m. Funde und Alter nicht bekannt. | 28982492 | BW   |
| 53° 18′ 41″ N, 9° 21′ 18″ O | Heeslingen 192 | Durchmesser ca. 5,6 m und Höhe ca. 0,2 m. Funde und Alter nicht bekannt.  | 28981889 | BW   |
| 53° 18′ 42″ N, 9° 21′ 18″ O | Heeslingen 193 | Durchmesser ca. 5,4 m und Höhe ca. 0,2 m. Funde und Alter nicht bekannt.  | 28981890 | BW   |
| 53° 18′ 40″ N, 9° 21′ 21″ O | Heeslingen 194 | Durchmesser ca. 10,8 m und Höhe ca. 0,6 m. Funde und Alter nicht bekannt. | 28981891 | BW   |

### Heeslingen 115
- ID:28981880
- Grabhügelfeld

| Lage                       | Bezeichnung                   | Beschreibung | ID       | Bild |
| -------------------------- | ----------------------------- | --- | -------- | ---- |
| 53° 19′ 8″ N, 9° 18′ 58″ O | Heeslingen 115                | Durchmesser ca. 20 m und Höhe ca. 1,1 m. Funde und Alter nicht bekannt. | 28981881 | BW   |
| 53° 19′ 4″ N, 9° 18′ 53″ O | Heeslingen 122                | Durchmesser ca. 15 m und Höhe ca. 1,5 m. Funde und Alter nicht bekannt. | 28982742 | BW   |
| 53° 19′ 4″ N, 9° 18′ 48″ O | Heeslingen 124                | Durchmesser ca. 15 m und Höhe ca. 1,5 m. Funde und Alter nicht bekannt. | 28982743 | BW   |
| 53° 19′ 3″ N, 9° 18′ 34″ O | Heeslingen 209                | Durchmesser ca. 10 m und Höhe ca. 1 m. Funde und Alter nicht bekannt. | 28982498 | BW   |
| 53° 19′ 3″ N, 9° 18′ 33″ O | Heeslingen 210                | Durchmesser ca. 10 m und Höhe ca. 1 m. Funde und Alter nicht bekannt. | 28982249 | BW   |
| 53° 19′ 2″ N, 9° 18′ 35″ O | Heeslingen 211                | Durchmesser ca. 15 m und Höhe ca. 1,3 m. Funde und Alter nicht bekannt. | 28982250 | BW   |
| 53° 19′ 2″ N, 9° 18′ 33″ O | Heeslingen 212                | Durchmesser ca. 15 m und Höhe ca. 1,5 m. Funde und Alter nicht bekannt. | 28982251 | BW   |
| 53° 19′ 1″ N, 9° 18′ 26″ O | Heeslingen 216                | Durchmesser ca. 10 m und Höhe ca. 1 m. Funde und Alter nicht bekannt. | 28981989 | BW   |
| 53° 19′ 0″ N, 9° 18′ 22″ O | Heeslingen 218                | Durchmesser ca. 8 m und Höhe ca. 1 m. Funde und Alter nicht bekannt. | 28981991 | BW   |
| 53° 19′ 0″ N, 9° 18′ 22″ O | Heeslingen 219                | Durchmesser ca. 8 m und Höhe ca. 0,5 m. Funde und Alter nicht bekannt. | 28982237 | BW   |
| 53° 19′ 2″ N, 9° 18′ 12″ O | Heeslingen 223, Großsteingrab | Steinkammer ist von einem Hügelrest von ca. 15 m Durchmesser und ca. 0,5 m Höhe umgeben. Nördlicher Rand großflächig gestört. Am südwestlichen Randbereich einzelne faustgroße Steine. Funde und Alter nicht bekannt. | 28982127 | BW   |

### Heeslingen 245
- ID:28982234
- Gruppe von drei Grabhügeln mit Dm. 10 – 14 m und H. 0,5 – 0,9 m.

| Lage                        | Bezeichnung    | Beschreibung                                                            | ID       | Bild |
| --------------------------- | -------------- | ----------------------------------------------------------------------- | -------- | ---- |
| 53° 19′ 37″ N, 9° 20′ 49″ O | Heeslingen 245 | Durchmesser ca. 14 m und Höhe ca. 0,9 m. Funde und Alter nicht bekannt. | 28982235 | BW   |
| 53° 19′ 37″ N, 9° 20′ 48″ O | Heeslingen 246 | Durchmesser ca. 10 m und Höhe ca. 0,5 m. Funde und Alter nicht bekannt. | 28982236 | BW   |
| 53° 19′ 37″ N, 9° 20′ 47″ O | Heeslingen 247 | Durchmesser ca. 11 m und Höhe ca. 0,5 m. Funde und Alter nicht bekannt. | 28982503 | BW   |

## Meinstedt

### Meinstedt 1
- ID:28982369
- Grabhügelfeld

| Lage                        | Bezeichnung | Beschreibung                                                            | ID       | Bild |
| --------------------------- | ----------- | ----------------------------------------------------------------------- | -------- | ---- |
| 53° 19′ 55″ N, 9° 19′ 43″ O | Meinstedt 2 | Durchmesser ca. 15 m und Höhe ca. 0,4 m. Funde und Alter nicht bekannt. | 28981872 | BW   |
| 53° 19′ 53″ N, 9° 19′ 47″ O | Meinstedt 3 | Durchmesser ca. 15 m und Höhe ca. 1 m. Funde und Alter nicht bekannt.   | 28981873 | BW   |
| 53° 19′ 54″ N, 9° 19′ 48″ O | Meinstedt 4 | Durchmesser ca. 15 m und Höhe ca. 1 m. Funde und Alter nicht bekannt.   | 28982849 | BW   |

### Meinstedt 16
- ID:28982626
- Gruppe von fünf Grabhügeln; vier sind mit Dm. 11 – 16 m; H. 0,8 – 1 m erhalten. Der fünfte wurde, da er stark gestört war, 1986 ausgegraben. In den unberührten Teilen ließ sich der Aufbau aus Plaggen erkennen. Ob hier noch drei weitere Hügel vorhanden waren, ist nicht mehr zu klären.

| Lage                        | Bezeichnung  | Beschreibung                                                            | ID       | Bild |
| --------------------------- | ------------ | ----------------------------------------------------------------------- | -------- | ---- |
| 53° 20′ 15″ N, 9° 20′ 11″ O | Meinstedt 16 | Durchmesser ca. 15 m und Höhe ca. 0,8 m. Funde und Alter nicht bekannt. | 28982627 | BW   |
| 53° 20′ 14″ N, 9° 20′ 18″ O | Meinstedt 18 | Durchmesser ca. 11 m und Höhe ca. 0,8 m. Funde und Alter nicht bekannt. | 28982126 | BW   |
| 53° 20′ 14″ N, 9° 20′ 20″ O | Meinstedt 19 | Durchmesser ca. 14 m und Höhe ca. 1 m. Funde und Alter nicht bekannt.   | 28982131 | BW   |
| 53° 20′ 13″ N, 9° 20′ 21″ O | Meinstedt 20 | Durchmesser ca. 14 m und Höhe ca. 1 m. Funde und Alter nicht bekannt.   | 28982132 | BW   |

## Sassenholz
| Lage                        | Bezeichnung               | Beschreibung                                                            | ID       | Bild |
| --------------------------- | ------------------------- | ----------------------------------------------------------------------- | -------- | ---- |
| 53° 20′ 49″ N, 9° 17′ 9″ O  | Sassenholz 16, Grabhügel  | Durchmesser ca. 17 m und Höhe ca. 1,3 m. Funde und Alter nicht bekannt. | 28982871 | BW   |
| 53° 20′ 33″ N, 9° 17′ 20″ O | Sassenholz 18, Grabhügel  | Durchmesser ca. 13 m und Höhe ca. 1,4 m. Funde und Alter nicht bekannt. | 28982357 | BW   |
| 53° 20′ 4″ N, 9° 17′ 4″ O   | Sassenholz 25, Grabhügel  | Durchmesser ca. 10 m und Höhe ca. 0,7 m. Funde und Alter nicht bekannt. | 28982119 | BW   |
| 53° 21′ 18″ N, 9° 17′ 6″ O  | Sassenholz 108, Grabhügel | Durchmesser ca. 20 m und Höhe ca. 0,6 m. Funde und Alter nicht bekannt. | 28982726 | BW   |

### Sassenholz 28
- ID:28982120
- Gruppe von ehemals elf Grabhügeln, von denen sieben mit Dm. 9 – 12 m und H. 0,5 – 0,7 erhalten sind. Die vier anderen wurden offenbar zwischen 1930 und 1979 zerstört.

| Lage                        | Bezeichnung   | Beschreibung                                                            | ID       | Bild |
| --------------------------- | ------------- | ----------------------------------------------------------------------- | -------- | ---- |
| 53° 20′ 27″ N, 9° 18′ 46″ O | Sassenholz 32 | Durchmesser ca. 8 m und Höhe ca. 0,5 m. Funde und Alter nicht bekannt.  | 28981771 | BW   |
| 53° 20′ 28″ N, 9° 18′ 47″ O | Sassenholz 33 | Durchmesser ca. 8 m und Höhe ca. 0,6 m. Funde und Alter nicht bekannt.  | 28981772 | BW   |
| 53° 20′ 29″ N, 9° 18′ 48″ O | Sassenholz 34 | Durchmesser ca. 10 m und Höhe ca. 0,7 m. Funde und Alter nicht bekannt. | 28981864 | BW   |
| 53° 20′ 29″ N, 9° 18′ 45″ O | Sassenholz 35 | Durchmesser ca. 9 m und Höhe ca. 0,6 m. Funde und Alter nicht bekannt.  | 28982488 | BW   |
| 53° 20′ 29″ N, 9° 18′ 47″ O | Sassenholz 36 | Durchmesser ca. 12 m und Höhe ca. 0,5 m. Funde und Alter nicht bekannt. | 28982489 | BW   |
| 53° 20′ 29″ N, 9° 18′ 49″ O | Sassenholz 37 | Durchmesser ca. 9 m und Höhe ca. 0,6 m. Funde und Alter nicht bekannt.  | 28982490 | BW   |
| 53° 20′ 30″ N, 9° 18′ 50″ O | Sassenholz 38 | Durchmesser ca. 13 m und Höhe ca. 0,7 m. Funde und Alter nicht bekannt. | 28982133 | BW   |

### Sassenholz 127
- ID:28982242
- Laut H. Müller-Brauel am Ende des 19. Jh. eine Gruppe von ursprünglich 31 Grabhügeln und einem Großsteingrab. Erhalten sind heute in zwei etwa 350 Meter voneinander entfernt liegenden Gruppen noch insgesamt zwölf und die Reste des Großsteingrabes. Der Durchmesser der Grabhügel beträgt 3,5 – 20 Meter, die Höhe 0,3 – 1,5 Meter. Ein Teil wurde 1886 von Müller-Brauel untersucht, ebenso das Großsteingrab, aus dem Bernsteinperlen, ein Flintbeil, verzierte Keramikscherben, gebrannte Knochen und Holzkohle stammen. Aus den Grabhügeln barg er überwiegend Gefäße – Urnen mit Deckschalen – sowie wenige Bronzefunde, darunter zwei Nadeln.

| Lage                       | Bezeichnung                   | Beschreibung | ID       | Bild |
| -------------------------- | ----------------------------- | --- | -------- | ---- |
| 53° 21′ 7″ N, 9° 16′ 15″ O | Sassenholz 127                | Durchmesser ca. 8 m und Höhe ca. 0,5 m, mit Steinkranz. Funde und Alter nicht bekannt.                                                                              | 28982243 | BW   |
| 53° 21′ 7″ N, 9° 16′ 16″ O | Sassenholz 128                | Durchmesser ca. 10 m und Höhe ca. 0,5 m, mit Steinkranz. Funde und Alter nicht bekannt.                                                                             | 28982244 | BW   |
| 53° 21′ 7″ N, 9° 16′ 17″ O | Sassenholz 129                | Durchmesser ca. 10 m und Höhe ca. 0,6 m. Funde und Alter nicht bekannt.                                                                                             | 28982506 | BW   |
| 53° 21′ 8″ N, 9° 16′ 15″ O | Sassenholz 131, Großsteingrab | Durchmesser ca. 17 m und Höhe ca. 1,3 m. Obertägig durch einige Granitfindlingen und gut erhaltenen, rundlichen Grabhügel erkennbar. Funde und Alter nicht bekannt. | 28982508 | BW   |
| 53° 21′ 8″ N, 9° 16′ 16″ O | Sassenholz 130                | Durchmesser ca. 10 m und Höhe ca. 0,6 m. Funde und Alter nicht bekannt.                                                                                             | 28982507 | BW   |
| 53° 21′ 8″ N, 9° 16′ 17″ O | Sassenholz 132                | Durchmesser ca. 7 m und Höhe ca. 0,3 m. Funde und Alter nicht bekannt.                                                                                              | 28982003 | BW   |
| 53° 21′ 8″ N, 9° 16′ 39″ O | Sassenholz 134                | Durchmesser ca. 20 m und Höhe ca. 1,5 m. Funde und Alter nicht bekannt.                                                                                             | 28982004 | BW   |
| 53° 21′ 7″ N, 9° 16′ 37″ O | Sassenholz 151                | Durchmesser ca. 7 m und Höhe ca. 0,5 m. Funde und Alter nicht bekannt.                                                                                              | 28982005 | BW   |
| 53° 21′ 6″ N, 9° 16′ 37″ O | Sassenholz 152                | Durchmesser ca. 12 m und Höhe ca. 0,6 m. Funde und Alter nicht bekannt.                                                                                             | 28981768 | BW   |
| 53° 21′ 6″ N, 9° 16′ 36″ O | Sassenholz 153                | Durchmesser ca. 18 m und Höhe ca. 1 m. Funde und Alter nicht bekannt.                                                                                               | 28981769 | BW   |
| 53° 21′ 7″ N, 9° 16′ 39″ O | Sassenholz 154                | Durchmesser ca. 7 m und Höhe ca. 0,5 m. Funde und Alter nicht bekannt.                                                                                              | 28981770 | BW   |
| 53° 21′ 8″ N, 9° 16′ 40″ O | Sassenholz 155                | Durchmesser ca. 5 m und Höhe ca. 0,2 m. Funde und Alter nicht bekannt.                                                                                              | 28982367 | BW   |
| 53° 21′ 7″ N, 9° 16′ 38″ O | Sassenholz 156                | Durchmesser ca. 3,5 m und Höhe ca. 0,3 m. 1998 einzelne Keramikscherbe gefunden. Alter nicht bekannt.                                                               | 28982368 | BW   |

## Steddorf
| Lage                        | Bezeichnung                        | Beschreibung | ID       | Bild |
| --------------------------- | ---------------------------------- | --- | -------- | ---- |
| 53° 20′ 51″ N, 9° 23′ 57″ O | Steddorf 83, Motte (Turmhügelburg) | Alte Burganlage. Erhalten ist lediglich ein bis zu 3 m hoher Hügel, der wohl Teil einer mittelalterlichen Motte war. Der Hügel ist annähernd oval mit einer NO-SW Orientierung und Aufmaß von 38 × 31 m. Im NW ein vorgelagerter Graben. Historische Quellen, die sich auf die Anlage beziehen, sind nicht bekannt. | 28981994 | BW   |
| 53° 21′ 11″ N, 9° 25′ 2″ O  | Steddorf 59, Grabhügel             | Durchmesser ca. 20 m und Höhe ca. 2 m. Großräumige Vertiefung weist auf eine illegale Ausgrabung hin. NW Ecke teilweise abgepflügt. Funde und Alter nicht bekannt. | 28982494 | BW   |
| 53° 20′ 31″ N, 9° 26′ 26″ O | Steddorf 71, Grabhügel             | Durchmesser ca. 10 m und Höhe ca. 0,5 m. Zentrale Vertiefung weist auf eine unkontrollierte Grabung hin. Funde und Alter nicht bekannt. | 28981999 | BW   |
| 53° 20′ 15″ N, 9° 26′ 20″ O | Steddorf 75, Grabhügel             | Durchmesser ca. 22 m und Höhe ca. 1 m. Funde und Alter nicht bekannt. | 28981893 | BW   |

### Steddorf 76
- ID:28981987
- Sechs Grabhügel in Zeilenlage von Nordwest nach Südost. Durchmesser 10 – 16 m und  0,4 – 0,8 m hoch.

| Lage                        | Bezeichnung | Beschreibung | ID       | Bild |
| --------------------------- | ----------- | --- | -------- | ---- |
| 53° 20′ 10″ N, 9° 26′ 11″ O | Steddorf 76 | Durchmesser ca. 15 m und Höhe ca. 1 m. Zentrale Vertiefung weist auf eine unkontrollierte Grabung hin. Funde und Alter nicht bekannt.   | 28981988 | BW   |
| 53° 20′ 9″ N, 9° 26′ 11″ O  | Steddorf 77 | Durchmesser ca. 10 m und Höhe ca. 0,5 m. Funde und Alter nicht bekannt.                                                                 | 28982629 | BW   |
| 53° 20′ 7″ N, 9° 26′ 12″ O  | Steddorf 78 | Durchmesser ca. 15 m und Höhe ca. 0,8 m. Zentrale Vertiefung weist auf eine unkontrollierte Grabung hin. Funde und Alter nicht bekannt. | 28982630 | BW   |
| 53° 20′ 13″ N, 9° 26′ 7″ O  | Steddorf 80 | Durchmesser ca. 16 m und Höhe ca. 0,4 m. Zentrale Vertiefung weist auf eine unkontrollierte Grabung hin. Funde und Alter nicht bekannt. | 28982633 | BW   |
| 53° 20′ 12″ N, 9° 26′ 9″ O  | Steddorf 81 | Durchmesser ca. 12 m und Höhe ca. 0,6 m. Funde und Alter nicht bekannt.                                                                 | 28981992 | BW   |
| 53° 20′ 11″ N, 9° 26′ 9″ O  | Steddorf 82 | Durchmesser ca. 11 m und Höhe ca. 0,6 m. Funde und Alter nicht bekannt.                                                                 | 28981993 | BW   |

## Weertzen
| Lage                        | Bezeichnung            | Beschreibung                                                            | ID       | Bild |
| --------------------------- | ---------------------- | ----------------------------------------------------------------------- | -------- | ---- |
| 53° 18′ 36″ N, 9° 22′ 30″ O | Weertzen 1, Grabhügel  | Durchmesser ca. 17 m und Höhe ca. 1,6 m. Funde und Alter nicht bekannt. | 28987059 | BW   |
| 53° 18′ 40″ N, 9° 23′ 14″ O | Weertzen 6, Grabhügel  | Durchmesser ca. 20 m und Höhe ca. 1,2 m. Funde und Alter nicht bekannt. | 28982007 | BW   |
| 53° 17′ 47″ N, 9° 22′ 36″ O | Weertzen 24, Grabhügel | Durchmesser ca. 12 m und Höhe ca. 1 m. Funde und Alter nicht bekannt.   | 28982258 | BW   |

### Weertzen 14
- ID:28982257
- Gruppe von drei Grabhügeln mit Dm. 13,5 – 14 m und H. 0,5 – 1,2 m.

| Lage                       | Bezeichnung | Beschreibung                                                              | ID       | Bild |
| -------------------------- | ----------- | ------------------------------------------------------------------------- | -------- | ---- |
| 53° 17′ 42″ N, 9° 25′ 3″ O | Weertzen 14 | Durchmesser ca. 14 m und Höhe ca. 1,2 m. Funde und Alter nicht bekannt.   | 28982749 | BW   |
| 53° 17′ 44″ N, 9° 25′ 3″ O | Weertzen 15 | Durchmesser ca. 14 m und Höhe ca. 1 m. Funde und Alter nicht bekannt.     | 28982750 | BW   |
| 53° 17′ 43″ N, 9° 25′ 3″ O | Weertzen 58 | Durchmesser ca. 13,5 m und Höhe ca. 0,5 m. Funde und Alter nicht bekannt. | 28982616 | BW   |

## Wense
| Lage                        | Bezeichnung         | Beschreibung                                                                                               | ID       | Bild |
| --------------------------- | ------------------- | --- | -------- | ---- |
| 53° 21′ 27″ N, 9° 20′ 24″ O | Wense 12, Grabhügel | Durchmesser ca. 11 m und Höhe ca. 0,6 m, die westliche Hälfte ist zerstört. Funde und Alter nicht bekannt. | 28982610 | BW   |
| 53° 21′ 27″ N, 9° 20′ 25″ O | Wense 13, Grabhügel | Durchmesser ca. 10 m und Höhe ca. 0,8 m, SW-Teil gestört. Funde und Alter nicht bekannt.                   | 28982611 | BW   |

### Wense 35
- ID:28982738
- Gruppe von ehemals zwölf bis 14 Grabhügeln. Erhalten sind obertägig noch neun Hügel mit 3 – 20 m Durchmesser und 0,2 – 1 m Höhe.

| Lage                        | Bezeichnung | Beschreibung                                                            | ID       | Bild |
| --------------------------- | ----------- | ----------------------------------------------------------------------- | -------- | ---- |
| 53° 20′ 43″ N, 9° 21′ 21″ O | Wense 35    | Durchmesser ca. 14 m und Höhe ca. 0,5 m. Funde und Alter nicht bekannt. | 28982745 | BW   |
| 53° 20′ 39″ N, 9° 21′ 18″ O | Wense 38    | Durchmesser ca. 15 m und Höhe ca. 0,6 m. Funde und Alter nicht bekannt. | 28982618 | BW   |
| 53° 20′ 38″ N, 9° 21′ 17″ O | Wense 39    | Durchmesser ca. 12 m und Höhe ca. 0,4 m. Funde und Alter nicht bekannt. | 28982619 | BW   |
| 53° 20′ 37″ N, 9° 21′ 19″ O | Wense 40    | Durchmesser ca. 12 m und Höhe ca. 0,4 m. Funde und Alter nicht bekannt. | 28982621 | BW   |
| 53° 20′ 36″ N, 9° 21′ 14″ O | Wense 41    | Durchmesser ca. 20 m und Höhe ca. 1,2 m. Funde und Alter nicht bekannt. | 28982852 | BW   |
| 53° 20′ 35″ N, 9° 21′ 15″ O | Wense 42    | Durchmesser ca. 8 m und Höhe ca. 0,4 m. Funde und Alter nicht bekannt.  | 28982853 | BW   |
| 53° 20′ 36″ N, 9° 21′ 13″ O | Wense 43    | Durchmesser ca. 15 m und Höhe ca. 0,7 m. Funde und Alter nicht bekannt. | 28982856 | BW   |
| 53° 20′ 35″ N, 9° 21′ 11″ O | Wense 44    | Durchmesser ca. 13 m und Höhe ca. 0,4 m. Funde und Alter nicht bekannt. | 28982379 | BW   |
| 53° 20′ 36″ N, 9° 21′ 10″ O | Wense 45    | Durchmesser ca. 10 m und Höhe ca. 0,3 m. Funde und Alter nicht bekannt. | 28982380 | BW   |

## Wiersdorf
| Lage                        | Bezeichnung              | Beschreibung | ID       | Bild |
| --------------------------- | ------------------------ | --- | -------- | ---- |
| 53° 17′ 59″ N, 9° 21′ 18″ O | Wiersdorf 11, Grabhhügel | Durchmesser ca. 15 m und Höhe ca. 1 m. Funde und Alter nicht bekannt. | 28982854 | BW   |
| 53° 18′ 15″ N, 9° 21′ 52″ O | Wiersdorf 15, Heilsburg  | Alte Burganlage, die sogenannte Heilsburg. Der Name „Heilsburg“ ist erst seit dem 17. Jh. in Gebrauch, während in der mündlichen Überlieferung die Anlage auch „Heedsborg“ genannt wurde. Die Befestigung besteht aus einem Ring-Wall System, natürlichen Steilhängen und einem ca. kreisrunden inneren Plateau. Die erhöhte Innenfläche der Burganlage hat einen Durchmesser von ca. 65 m; im Nordwesten und Nordosten war eine Befestigung durch die bis zu 4,5 m hohen Steilhänge nicht notwendig, während im Südwesten und Südosten ein Ring–Wall System die Anlage schützte. Der Durchmesser der gesamten Anlage beträgt ca. 145 m. Der innere Wall ist ca. 8 m breit und ca. 1,70 m hoch erhalten. Vorgelagert ist außer zur Oste hin ein 7 – 8 m breiter und 3,5 m tiefer Graben, der ursprünglich als Spitzgraben ausgebildet war, aber als Sohlgraben erneuert wurde. | 28982855 |      |